# TT243
TT243 (Theban Tomb 243) è la sigla che identifica una delle Tombe dei Nobili ubicate nell'area della cosiddetta Necropoli Tebana, sulla sponda occidentale del Nilo dinanzi alla città di Luxor, in Egitto. Destinata a sepolture di nobili e funzionari connessi alle case regnanti, specie del Nuovo Regno, l'area venne sfruttata, come necropoli, fin dall'Antico Regno e, successivamente, sino al periodo Saitico (con la XXVI dinastia) e Tolemaico.

## Titolare
TT243 era la tomba di:
| Titolare               | Titolo                                               | Necropoli  | Dinastia/Periodo | Note                                                                                       |
| ---------------------- | ---------------------------------------------------- | ---------- | ---------------- | ------------------------------------------------------------------------------------------ |
| Pemu, detto anche Pahy | Sindaco della Città meridionale (Tebe), Scriba reale | el-Assasif | Periodo Tardo    | accessibile dallo stesso cortile della TT244; a poca distanza dalla costruzione in mattoni |

## Biografia
È noto solo il titolo, ma non il nome, del padre: Profeta e prete hekenu della On del sud. Analogo titolo aveva il nonno di Pemu: Zementhelankh.

## La tomba
Si accede alla TT243 da un cortile in cui si apre l'accesso anche alla TT244. Planimetricamente si sviluppa con una serie di camere e corridoi; tra le poche scene parietali sopravvissute, (1 in planimetria) i titoli del defunto e (2), nel passaggio tra una la camera II e la III, il defunto che adora la vacca sacra, i titoli del defunto quale scriba sacro e alcune divinità celesti.

### Annotazioni
1. ↑  La numerazione dei locali e delle pareti segue quella di Porter e Moss 1927, p. 326.
2. ↑  La prima numerazione delle tombe, dalla numero 1 alla 253, risale al 1913 con l'edizione del "Topographical Catalogue of the Private Tombs of Thebes" di Alan Gardiner e Arthur Weigall. Le tombe erano numerate in ordine di scoperta e non geografico; ugualmente in ordine cronologico di scoperta sono le tombe dalla 253 in poi.
3. ↑  I campi della Duat, ovvero l'aldilà egizio, si trovavano, secondo le credenze, proprio sulla riva occidentale del grande fiume.
4. ↑  Nella sua epoca di utilizzo, l'area era nota come "Quella di fronte al suo Signore" (con riferimento alla riva orientale, dove si trovavano le strutture dei Palazzi di residenza dei re e i templi dei principali dei) o, più semplicemente, "Occidente di Tebe".
5. ↑  le Tombe dei Nobili, benché raggruppate in un'unica area, sono di fatto distribuite su più necropoli distinte.
6. ↑  Le note, sovente di inquadramento topografico della tomba, sono tratte dal "Topographical Catalogue" di Gardiner e Weigall, ed. 1913 e fanno perciò riferimento alla situazione dell'epoca.
7. ↑  Altro nome con cui veniva indicata Tebe.
8. ↑  Il titolo del padre, nonché il nome del nonno, sono stati ricavati da un appunto di Alan Gardiner e N. de Garis Davies.

### Fonti
1. ↑  Gardiner e Weigall 1913.
2. ↑  Donadoni 1999,  p. 115.
3. ↑  Gardiner e Weigall 1913, p. 38.
4. 1 2 3  Porter e Moss 1927,  p. 332.
5. ↑  Gardiner e Weigall 1913, pp. 38-39.
6. ↑  Gardiner e Weigall 1913, p. 39.